# Atelje Varan Beograd
Atelje Varan Beograd je beogradski ogranak Atelje Varan iz Pariza, i čini jednu od najvećih nezavisnih produkcija dokumentarnog filma u Srbiji. Tokom 2005. godine Atelje je producirao 8 dokumentarnih filmova:
1. Kraj Škole – Aleksandar Stojanov
2. Istočno od Raja – Rajko Petrović
3. Posle Rata – Srđan Keča
4. Simo od Crne Gore – David Solomon
5. Sam, sam, sam da nisi – Mihajlo Jevtić
6. Dan Mladosti – Jelena Jovčić
7. Deset Godina Kasnije – Marija Asanović
8. Nacionalni Park – Dragan Nikolić

Atelje Varan Beograd osnovan je posle radionice renomirane pariske institucije za dokumentarni film Ateliers Varan, održane u proleće 2004. godine, tokom koje je 11 mladih filmskih stvaralaca snimilo 11 filmova i, motivisani entuzijazmom tog projekta, odlučili da formiraju sopstvenu asocijaciju. Objavljeno je potom DVD izdanje njihovih filmova „Eleven“ titlovanih na engleski, a ta ostvarenja učestvovala su i na mnogim svetskim festivalima.
1. U međuvremenu – Sara Stojković
2. Otkucaji – Rajko Petrović
3. Preko – Barbara Tolevska
4. Vest – Iva Kljakić
5. Školice – Srđan Keča
6. Kiselo i slatko – Marija Asanović
7. Tatin auto – Stanislav Tomić
8. – Dragan Nikolić
9. U kutiji – Mihajlo Jevtić
10. Jevrejsko naselje – David Solomon
11. Igra – Jelena Jovčić

## Spoljašnje veze
- Sajt Atelje Varan Beograd